# Kaiserlich Russische Armee
Die Kaiserlich Russische Armee, auch Zaristische Armee oder Imperiale Russische Armee (russisch Русская императорская армия – РИА) genannt, war das Heer des Russischen Reiches von der Zeit Peters des Großen bis zur Proklamierung der Russischen Sowjetrepublik im Jahr 1917. Nachfolgestreitkraft wurde offiziell die Rote Armee, während Teile der alten Armee in die Weiße Armee übergingen.

## Vorläufer
Die Wurzeln der späteren zaristischen Armee gehen auf die Druschinas der Fürsten und Großfürsten in der Zeit des Mittelalters zurück. Diese waren vom Fürsten angeheuerte und aus eigener Kasse bezahlte, einigermaßen professionelle Soldaten, die als eine Art Leibgarde fungierten. Im Unterschied zu den europäischen Rittern waren die Mitglieder der Druschina nicht an Landvergaben, sondern direkt an den Fürsten gebunden. Deswegen fanden sich Angehörige unterschiedlichster Völker in den Regimentern zusammen. Ein anderer Unterschied war das Fehlen einer Lehnspflicht, der Eintritt in die Druschina war ebenso freiwillig wie der Austritt oder Wechsel zu einem anderen Fürsten. Da für größere kriegerische Operationen die Mannschaftsstärke der Druschinas nicht ausreichte, wurden bei Notwendigkeit Landwehren von den Gemeinden einberufen.
Während der Herrschaft von Wassili III. (1479–1533) wurden die ersten Vorgänger einer stehenden Armee, die Pischtschalniki (zu deutsch die „Handrohrtragenden“) aufgestellt. Diese setzten sich zu Friedenszeiten aus Adelsleuten zusammen, in Kriegszeiten stellten die Adligen ihre Gefolgsleute und die Städte und Gemeinden ein besonderes Aufgebot zusätzlich zur Verfügung. Ab etwa 1530 entstanden aus diesem Gebilde dann unter Iwan IV. die Strelizen. Dabei wurden die Adels- und Gemeindeaufgebote durch Kosaken, vom Staate bezahlten Artilleristen und Versorgungseinheiten, wie Schmiede, Schneider, Dolmetscher usw. ergänzt. Ihrer Natur nach privilegiert waren diese Einheiten sehr launisch, griffen oft in die Politik ein und waren im Vergleich zu Berufssoldaten von zweifelhaftem Kampfwert.

## Die Armee im Russischen Zarentum (1547–1721)

### Im 17. Jahrhundert

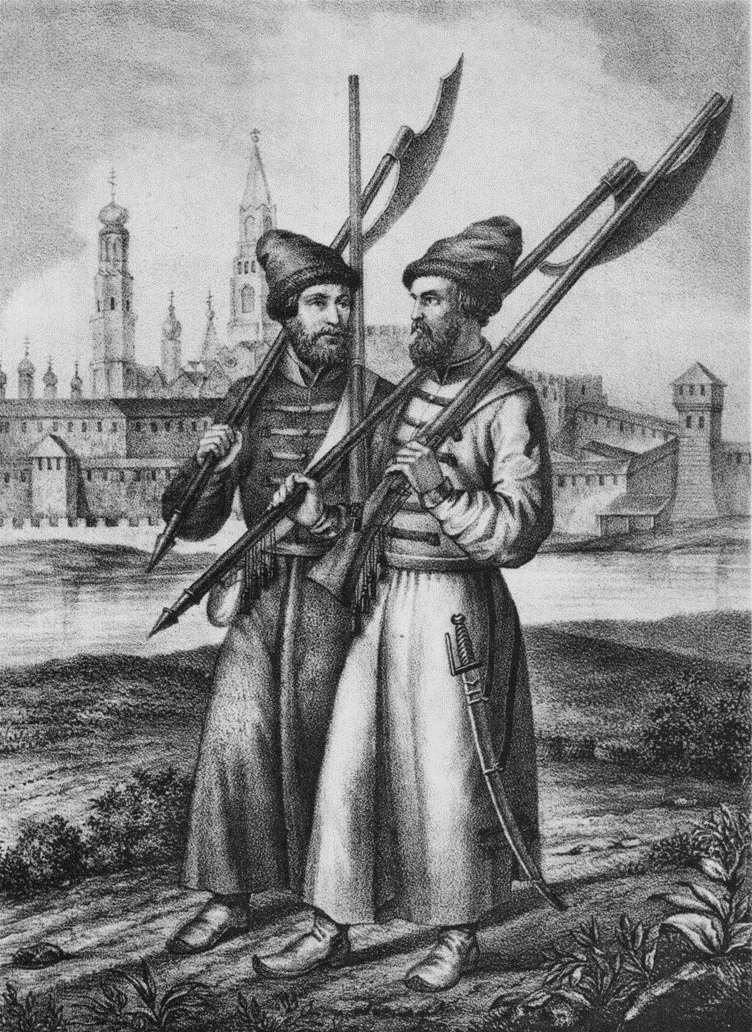
Buchillustration von Strelizen um 1674
Aleksander Wassiljewitsch Wiskowatow, 1841

Im Allgemeinen wird die Vorpetrinische Armee des 17. Jahrhunderts mit einer Ansammlung unausgebildeter Adelsaufgebote und widerspenstiger Strelizen in Verbindung gebracht. Dies ist jedoch ein falscher Eindruck, da bereits seit den 1630ern Reformen unternommen wurden, die die russische Armee an den westeuropäischen Stil heranführen sollten.
Nach der Zeit der Smuta, in der sich Russland 20 Jahre ununterbrochen im Kriegszustand befand, benötigte es im Anschluss eine Zeit der inneren Konsolidierung, um sich von den erlittenen Verlusten zu erholen. In den 1630ern fühlte sich das Reich stark genug um einen neuen Krieg gegen Polen zu führen, mit dem Ziel, die während der Zeit der Smuta an Polen verloren gegangenen Gebiete zurückzugewinnen. Bei dem sich anschließenden Krieg gegen Polen-Litauen von 1632 bis 1634 zeigte sich allerdings, dass die einstmals militärisch schlagkräftigen russischen Truppen im Verhältnis zu den neuzeitlichen Linienregimentern der polnischen Armee nicht mithalten konnten. Das berittene Adelsaufgebot war, bedingt durch mangelndes Training, schlecht zu Pferde und trug veraltete Waffen, während die Strelitzen unter schlechter Führung litten und durch eine zunehmende Konzentrierung auf die Durchsetzung eigener Interessen in ihrer Leistungsfähigkeit beeinträchtigt wurden.
So begann nach diesem Fehlschlag eine breiter angelegte und lang andauernde Reformierungsphase der russischen Armee. Die Zaren heuerten zuerst ganze ausländische Regimenter an. Ab Mitte des 17. Jahrhunderts änderte sich dies jedoch, insofern nur noch einzelne ausländische Offiziere angeheuert wurden, die die Nationalen Regimenter ausbilden und führen sollten. Diese Offiziere übertrugen ihre militärischen Fähigkeiten, Wissen und Technologien, die sie in Westeuropa erhalten hatten, auf die russischen Regimenter was zu einer Imitation der Russischen Armee nach westeuropäischen Standard führte.
Die Armee des russischen Zarenreiches bestand ab der Mitte des 17. Jahrhunderts im Wesentlichen aus:
- Strelizen
- Adelsaufgeboten
- Linienregimentern (auch als Regimenter Neuer Ordnung bezeichnet)
- und irregulären Kosaken

Die Artillerie war ein eigenständiger, von der Armeeorganisation losgelöster Teil, genannt Narjad. Sie hatte keine stabile Organisationsform und Stärke.
Zur Mitte des 17. Jahrhunderts gab es bereits 16 Regimenter Strelizen (16.900 Mann), das Adelsaufgebot bestand aus 9.700 Mann, während zur selben Zeit 58 Regimenter bestanden, die zusammen 59.200 Mann ausmachten sowie 25 reguläre Kavallerieregimenter mit 29.800 Mann. So waren von den 115.000 regulären Truppen bereits 76 % der Soldaten Angehörige der Verbände neuer Art. Der Erfolg der russischen Truppen im Russisch-Polnischen Krieg (1654–1667) bestätigte den Reformkurs.
Die für das Heer vorgesehenen Mittel im ersten überlieferten Staatshaushalt im Jahr 1680 betrugen 62 %. Die hohen Ausgaben für das Heer hingen mit der seit Jahrzehnten andauernden Heeresreform zusammen. Ziel dieser war die Ablösung des alten Adelsaufgebotes durch ein stehendes Heer. Im ganzen verfügte der Zar zu diesem Zeitpunkt – einschließlich der ukrainischen Kosaken – über rund 200.000 Mann. Davon waren 61.300 Infanterie und 30.500 Kavallerie moderner Art in 63 regulären Regimentern nach europäischem Muster mit ausländischen und russischen Berufsoffizieren. Die Bewaffnung entsprach ungefähr der der übrigen Armeen Europas, die in Russland selbst hergestellt wurden. Daneben gab es noch 15.800 Mann Adelsaufgebot und 20.000 Strelitzen. Der Anteil der Adligen war von 1630 bis 1680 von 34 % auf 8 % zurückgegangen, obgleich man auf Rücksicht des Adels und aus finanziellen Gründen noch nicht auf das Adelsaufgebot verzichtete. Die Strelitzenoffiziere rebellierten aber gegen die Einführung der neuen Dienstränge Oberst und Hauptmann statt der bisherigen Haupt- und Hundertschaftsführer. Erfolgreich war dagegen die Einführung von neun, dann acht Militärbezirken für das Reich, die die Rekrutierungen erleichtern sollten.
Nach zwei unterdrückten Strelizenaufständen (1682 und 1698) wurden die Regimenter aufgelöst.
Die Ansätze zur Modernisierung der Armee wurden während der Regentschaft der Schwester von Peter, Sofia Alexejewna und dem Fürsten Golizyn von 1682 bis 1689 teilweise zunichtegemacht. Die nicht am Militär interessierte Regentin fügte sich dem Widerwillen des Adels gegen die Truppen der Neuen Ordnung und verbot die weitere Ausbildung solcher Truppen. Dieses Verbot brach dem stehenden Heer das Rückgrat und warf Russland gegenüber seinen Nachbarn militärisch weit zurück. Die so künstlich geschwächte Armee erlitt folglich Niederlagen bei zwei Krimfeldzügen 1687 und 1689 gegen die tatarischen Vasallen des Sultans. Zu dem Zeitpunkt hatte die Armee nur noch etwa 112.000 Mann (davon 80.000 nach moderner Ordnung in immer noch denselben 63 Regimentern) und ca. 40.000 geworbene Dienstkosaken zu verzeichnen. Das bedeutet, dass seit 1681 die russische Armee um mehr als 60.000 Soldaten geschrumpft war. Der Zustand verschlechterte sich noch in den ersten Jahren der offiziellen Herrschaft Peters I. (1689 bis 1694) weiter, als noch seine Mutter die Regierungsgeschäfte führte. Für diese Zeit muss die Zahl der regulären Soldaten um weitere 40.000 Mann zurückgegangen sein.

### Reformen unter Peter dem Großen (1700 bis 1723)

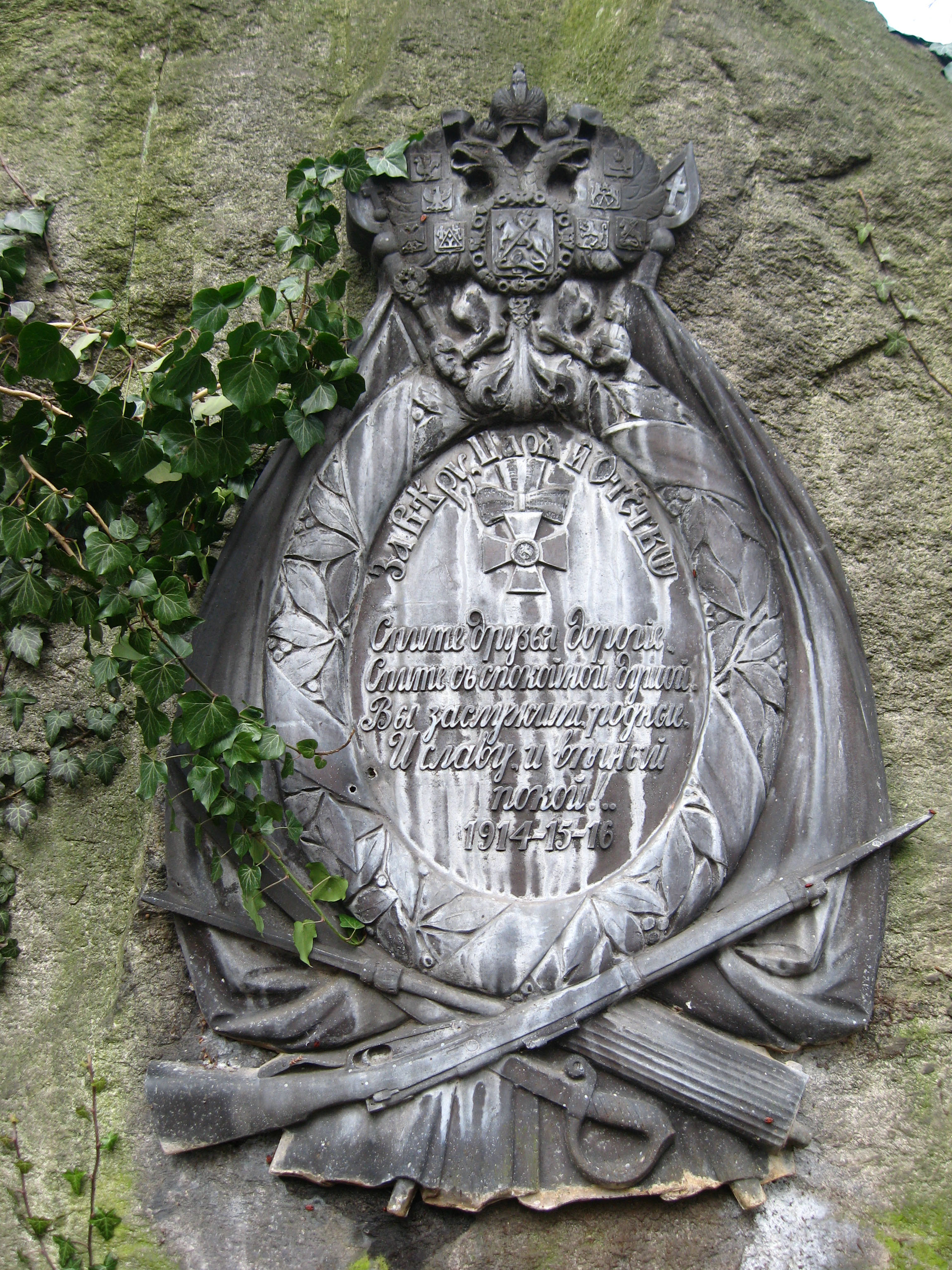
Bronze-Gedenkplatte mit dem Zarenwappen auf einem Gedenkstein für russ. Gefallene 1914 bis 1916, Luftwaffenkaserne Wahn

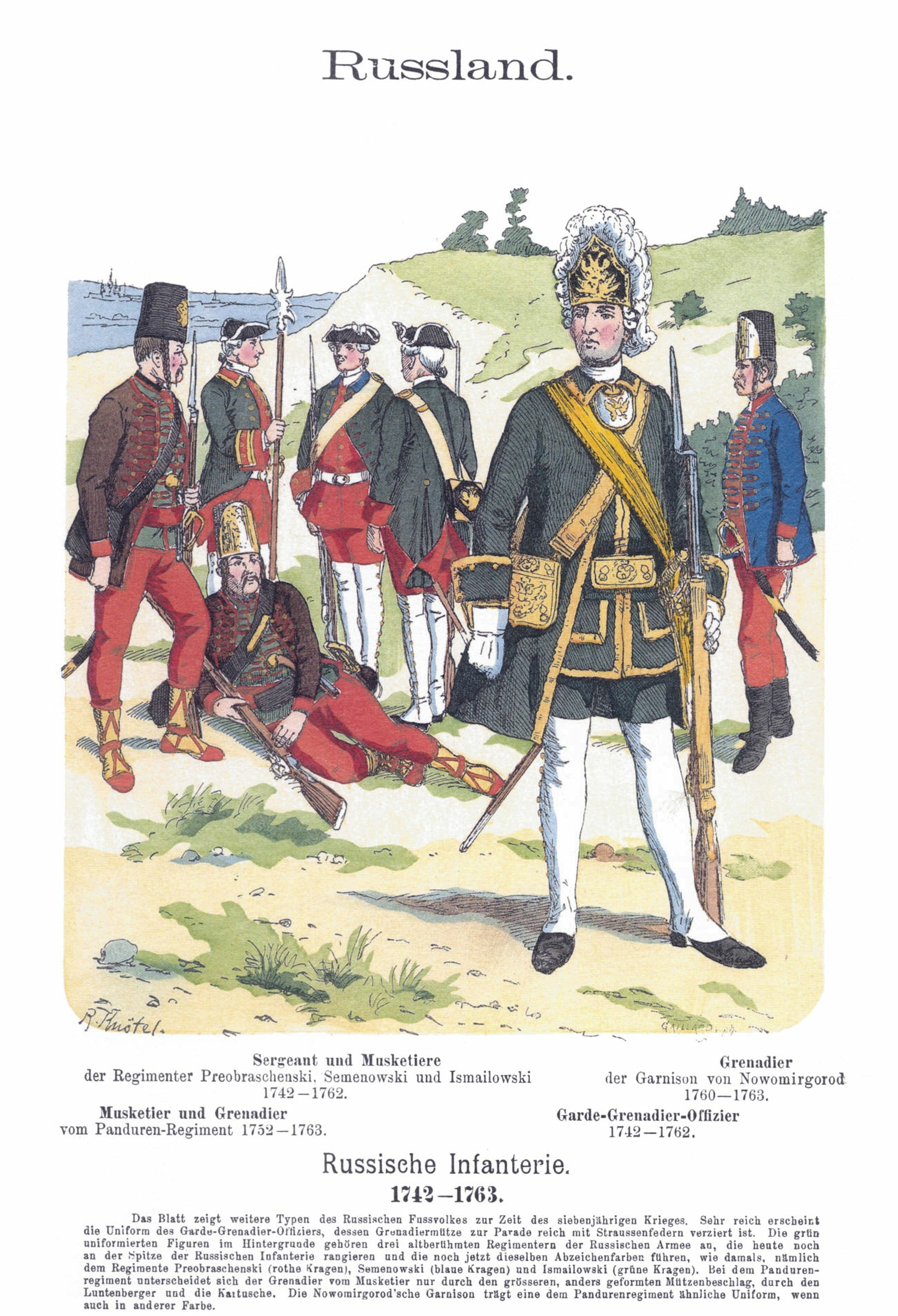
Russische Infanterie, 1742–1763

Während der Regierungszeit des Zaren Peter I. 1689 bis 1725 wurden durch Patrick Gordon, François Le Fort und andere die Grundlagen einer modernen Armee nach europäischem Vorbild geschaffen. Als Initialzündung für die grundlegende Reformierung erwies sich die Katastrophe infolge der Schlacht bei Narva im Großen Nordischen Krieg im Jahr 1700, bei der sich die russische Armee als deutlich unterlegen gegenüber einer viel kleineren schwedischen Streitmacht erwies. Zu der Zeit verfügte der Zar über ein Heer von 100.000 Mann, die durch die Auflösung der Strelitzen-Regimenter 1698 und die Verstoßung der Strelitzen aus dem Heer um 30.000 Mann geschwächt wurde. Die Armee war zudem bis auf vier Regimenter schlecht bewaffnet und noch schlechter ausgebildet und geführt.
Da die schwedische Hauptarmee auf dem polnischen Kriegsschauplatz gebunden war, nutzte Zar Peter I. die Situation und baute Schritt für Schritt die Armee wieder auf. Durch Rekrutierungen konnte die Armee wieder gestärkt werden und umfasste 1705 bereits wieder 200.000 Soldaten, nach 34.000 im Jahr 1700. Peter I. ernannte ausländische Experten, die die Truppen – ausgestattet mit modernen Waffen – in den Methoden der westeuropäischen Kriegsführung schulen sollten. Um die bei Narva verloren gegangene Artillerie schnell wieder aufzubauen, ließ Peter I. Kirchenglocken konfiszieren, um aus ihnen Kanonen herzustellen. So verfügte im Frühjahr 1701 die russische Armee wieder über 243 Kanonen, 13 Haubitzen und 12 Mörser. Danach wurden weitere Anstrengungen unter der Leitung geschickter holländischer Geschützgießer unternommen, um die Artillerie weiter zu modernisieren. In Lüttich, Europas ältester und wichtigster Waffenfabrik, wurden 15.000 neue Musketen gekauft.
Weitere Punkte der Heeresreform von 1705 und davor:
- Die alte Moskowiter Reiterei wurde durch Dragonerverbände ersetzt, die keine reinen Adelsverbände mehr darstellten.
- Weitere Anstrengungen wurde in dem Aufbau von militärischen Ausbildungsstätten verwendet. Ferner wurden die ehemaligen Spielregimenter Peter des Großen, das Preobraschenski- und das Semjonowski-Regiment als privilegierte Eliteeinheiten der Zaristischen Garde errichtet.
- Der Adel, der bisher im Rahmen des Adelsaufgebot dienstverpflichtet waren und als Gefolgsleute Dienstlehen erhalten hatten, wurden von nun an als regelmäßig besoldete Offiziere in die Armee eingebunden. Das Unteroffizierskorps und die Mannschaften wurde durch Bauern und Bürger der Städte gestellt. Die Dienstzeit betrug 15–20 Jahre.
- Als Spezialisten wurden ausländische Fachleute in der Organisation des russischen Heeres integriert, wobei die Schlüsselpositionen von Russen besetzt blieben.

Die Zaristische Armee konnte zwischen 1701 und 1706 von 40 auf 78 Regimenter vergrößert, und bis 1709 von Grund auf erneuert und reorganisiert werden, so dass sie in der Lage war, mit den disziplinierten schwedischen Truppen mitzuhalten und in der Schlacht bei Poltawa einen entscheidenden Sieg zu erringen, und die Wende des Krieges herbeizuführen.
Da Peter der Große in seinen 36 Regierungsjahren nur in 2 Jahren keinen Krieg führte, gab es eine Vielzahl von Aushebungen. Allein zwischen 1705 und 1713 während des Großen Nordischen Krieges gab es 10 Musterungen, die rund 337.000 Männer zu den Waffen riefen. Die Dienstbedingungen waren allerdings so schlecht, dass während des Großen Nordischen Krieges etwa 45.000 russische Soldaten tödlich verletzt wurden, aber 54.000 an Krankheiten starben.
Eine weitere wichtige Reform Peters, die auch der Armee sehr behilflich war, war die Abschaffung der alten Rangliste zugunsten der neuen Rangtabelle 1721. Ursprünglich durfte nach der alten Rangliste niemand in der Armee unter jemandem dienen, dessen Rang niedriger war als der Rang des eigenen Vaters. Dies führte dazu, dass geeignete Militärs keine Führungsaufgaben in Verbänden übernehmen konnten, sofern in diesen Verbänden Söhne ranghöherer Adeliger dienten. Dadurch wurde die Schlagkraft der russischen Armee massiv geschwächt. Dieses System hatte Sofia Alexejewna zwar außer Kraft gesetzt, eine Neuordnung war aber bis 1721 unterblieben.
Zur Finanzierung der neuen russischen Armee, die zwischen 1701 und 1706 von 40 auf 78 Regimenter vergrößert wurde und der neu gegründeten russischen Flotte führte Peter der Große 1718 die Kopfsteuer für die leibeigenen Bauern und die steuerpflichtigen Bürger der Städte ein.
Bedingt durch die schlechten Bedingungen in der Armee, nahm zu der Zeit die Desertion große Ausmaße an. Eine von der russischen Administration unternommene Zählung ergab 198.876 Deserteure in der Zeit von 1719 bis 1727.
Nach dem siegreichen Ende des Großen Nordischen Krieges ernannte sich Zar Peter I. 1721 zum Kaiser und erhob das russische Zarentum zum Kaiserreich Russland. Die offizielle Bezeichnung der Zarenarmee war von nun an bis zu ihrer Auflösung 1917 Kaiserlich Russische Armee.

## Die Armee im Russischen Kaiserreich (1721–1917)

### Im 18. Jahrhundert

Abbildung russischer Infanterie zur Zeit des Siebenjährigen Krieges
(Richard Knötel (1857–1914): Uniformkunde, Band III. No. 27)

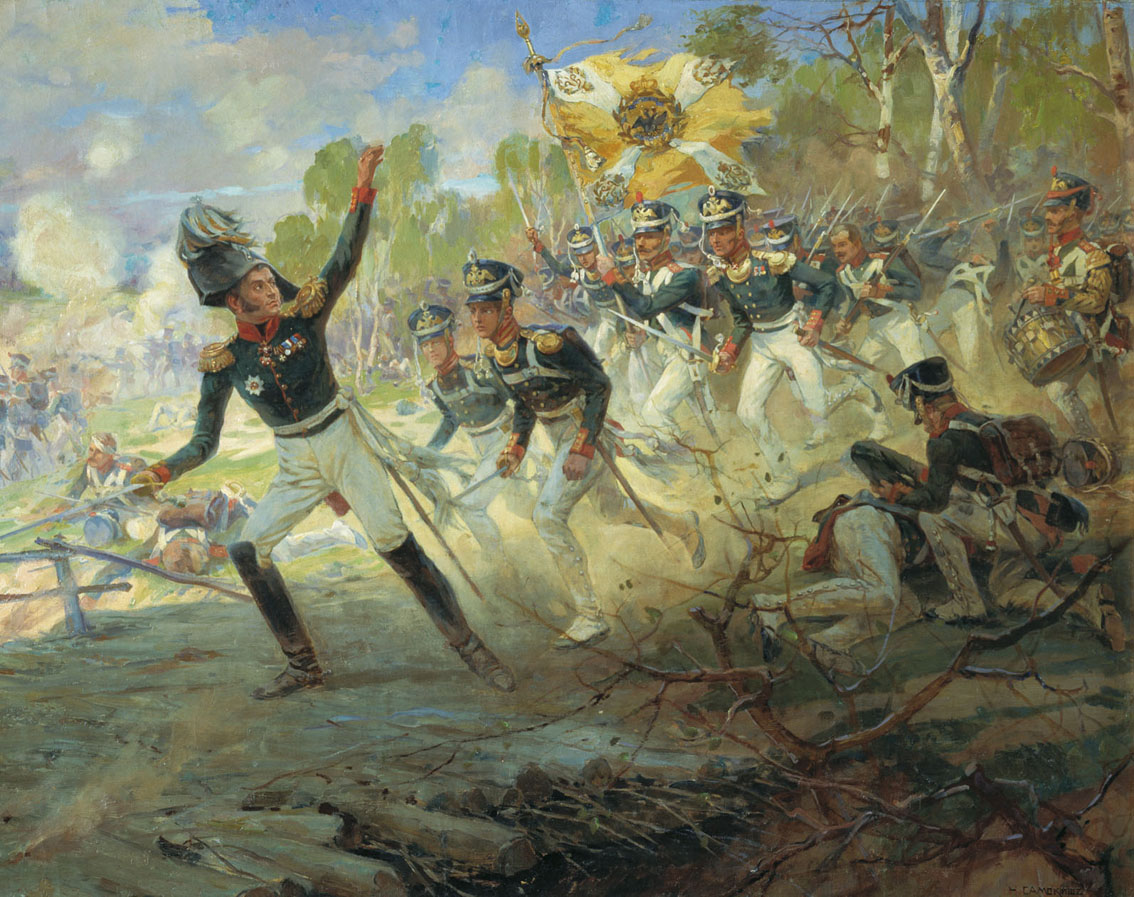
Russische Soldaten im Angriff, Schlacht von Saltanowka, 1812

Während der Regierungszeit der Kaiserin Elisabeth zeichnete sich die neue Armee an der Seite der Koalition gegen König Friedrich II. im Siebenjährigen Krieg aus.
Es wird angenommen, dass der plötzliche Tod Elisabeths Preußen vor der Niederlage rettete.
Zu Beginn der Regierungszeit von Katharina II. verfügte die russische Armee über ein stehendes Heer von rund 186.000 Soldaten zuzüglich irregulärer Kosakenverbände. Außerdem konnte die Opoltschenije aufgeboten werden. Diese zählte 270.000 Mann Infanterie und 50.000 Reiter.

### Im Zeitalter Napoleons bis zum Ersten Weltkrieg
Im europäischen Kriegsgeschehen zur Zeit Napoleons stand die Armee des Kaiserreichs Russland an Seite der Alliierten gegen Frankreich und nahm an sämtlichen bedeutenden Schlachten, von Austerlitz bis zur großen Völkerschlacht bei Leipzig, teil. Zu Beginn des Russlandfeldzuges Napoleons im Jahr 1812 standen fast sämtliche Truppenformationen des Russischen Reiches im westlichen Teil des Landes. 87.000 Mann waren unter General Kutusow zur Donau-Armee zusammengefasst. Auf der Krim-Halbinsel und in Neurussland waren insgesamt 19.500 Mann stationiert, im Kaukasus 10.000, in Georgien 2400 Mann, in Finnland unter General von Steinheil weitere 30.000 Mann. In Moskau wurde zum Zeitpunkt des Kriegsausbruches die 27. Infanterie-Division mit einer Stärke von 8000 Mann neu formiert. Ebenfalls in der Aufstellung befanden sich die 1. und 2. Armee mit zusammen 280.000 Mann, die im grenznahen Gebiet zum Herzogtum Warschau stationiert waren. Einsatzbereit waren von diesen Truppen bei Ausbruch des Krieges lediglich 193.000 Mann, davon waren 18.000 Kosaken. Pioniere, Lehrtruppen und Reserve-Artillerie machten zusätzlich insgesamt 12.000 Mann aus. Dazu kamen Kosakenformationen und Truppen aus Asien, welche zusammen eine Truppenmacht von 70.000 Mann ergaben.
Nach den Napoleonischen Kriegen und der führenden Rolle bei der Niederringung Frankreichs in den sich anschließenden Befreiungskriegen, sahen viele das Russische Reich als stärkste europäische Militär- und Landmacht an. Im frühen 19. Jahrhundert war seine Armee aber immer noch hauptsächlich mit einer Vorderladermuskete (Steinschloss und glatter Lauf) ausgerüstet. Das russische Modell von 1828 verwendete wie sein Vorgänger nach wie vor runde Kugeln und traf ab 200 Meter nicht mehr genau. Die mittlerweile in den Armeen Westeuropas eingesetzten Hinterlader galten in ihrer Handhabung als zu kompliziert und nicht robust genug, außerdem bereiteten sie der russischen Waffenindustrie eine Menge technischer Schwierigkeiten. Die Waffenbeschaffung lag beim Regiment, aber die Offiziere gaben die dafür vorgesehenen Mittel lieber für Verpflegung und vor allem für Trinkgelage aus, die als Männlichkeitsrituale galten. Für die Beschaffer kamen die Reisen zu schmutzigen Staatsarsenalen und weit entfernten Rüstungsbetrieben einer Bestrafung gleich. Ramschverkäufe versuchte der Staat zwar mit der Einsetzung von Waffeninspektoren zu verhindern, dies allerdings mit wenig Erfolg, denn die Inspektoren wurden bald selbst Teil eines Lottersystems, in dem galt: erfülle den Plan, liefere die Einheiten, bezahle die Inspektoren und kümmere dich nicht um die Qualität. Das Ergebnis waren meist falsch sitzende Läufe, schlechte Nieten und Schrauben, verrottete Gewehrschäfte und unpassende Schloßteile. 1853 besaß die zaristische Armee nur die Hälfte der benötigten Musketen. Nicht besser war es um den Ausbildungsstand ihrer Soldaten bestellt (generelle Dienstzeit 25 Jahre). Das Gewehr diente eher als Vorführgerät und wurde nur für Paraden aufpoliert, da die Männer das Fett aus eigener Tasche bezahlen mussten. Munition war teuer, da sie im damaligen Russland nicht in genügender Menge produziert werden konnte. Für Schießübungen wurden hauptsächlich Tonkugeln verwendet, die jedoch bald die Läufe ruinierten. Auch die Offiziere kümmerten sich nicht sonderlich besser um ihre Waffen. Das Kriegsministerium befahl daher, lieber Pistolen anstatt von Revolvern auszugeben. Die Waffenschmiede der Armee wiederum hatten weder die Ausbildung noch das geeignete Werkzeug; mit denselben Gerätschaften, die sie zur Gewehrreparatur verwendeten, mussten sie beispielsweise Pferde beschlagen oder Räder wieder festmachen.
Angesichts all dieser Unzulänglichkeiten gelangten die russischen Strategen schließlich zur Ansicht, dass der Kampf Mann gegen Mann und die Moral wichtiger waren. Dem Bajonett kam in diesen Überlegungen daher eine besondere Bedeutung zu. „Die Gewehrkugel ist ein Dummkopf, aber das Bajonett ist ein braver Kerl“, meinte Feldmarschall Suworow, da sein Einsatz in der Schlacht seiner Meinung nach sicherer sei. Gewehre schwächten hingegen Entschlusskraft und Kampfgeist, es sei daher ein Fehler, von Vorder- auf Hinterlader zu wechseln. Dabei werde bloß eine Menge Munition verschwendet. Während in anderen Armeen die modernen Hinterlader immer mehr an Bedeutung gewannen, wurde der russische Soldat in dieser Hinsicht einem rigorosen Sparprogramm unterworfen. Diese fatale Militärökonomie war auch ein Spiegelbild der Gesellschaft im Kaiserreich, die durch eine große Angst vor Veränderung und eine ausgesprochene Unwirtschaftlichkeit geprägt war. Der Krimkrieg, gegen eine Koalition aus dem Osmanischen Reich, dem Kaiserreich Frankreich, Großbritannien und dem Königreich Sardinien, war daher das vorprogrammierte Desaster für die zaristische Armee. Viele ihrer Einheiten verwendeten immer noch Steinschlossmusketen, während Briten und Franzosen im Feld Perkussionsbüchsen einsetzten, die eine 3–5fache Reichweite besaßen. Selbst die russischen Generäle wurden dadurch zur leichten Beute. Die Russen verloren, was sie sich am meisten leisten konnten: Soldaten. 600.000 von ihnen kamen auf der Krim ums Leben. Viel mehr schmerzten den Generalstab und den Zaren aber die erheblichen Gebietsverluste.
Nach dem verlorenen Krimkrieg übernahm Frankreich zunächst die Stellung der führenden europäischen Militär- und Landmacht, welche wiederum 1871 vom neu gegründeten Deutschen Kaiserreich abgelöst wurde. Das russische Heer wurde in der Phase des Imperialismus im 19. Jahrhundert, wie in anderen europäischen Staaten auch, stetig vergrößert. 1874 kam es zur Einführung der Wehrpflicht. Aufgrund des riesigen Menschenpotentials des Kaiserreichs wurden über Jahrzehnte hinweg allenfalls 30 % der in Frage kommenden Dienstpflichtigen herangezogen.

### Russisch-Japanischer Krieg (1904–1905)

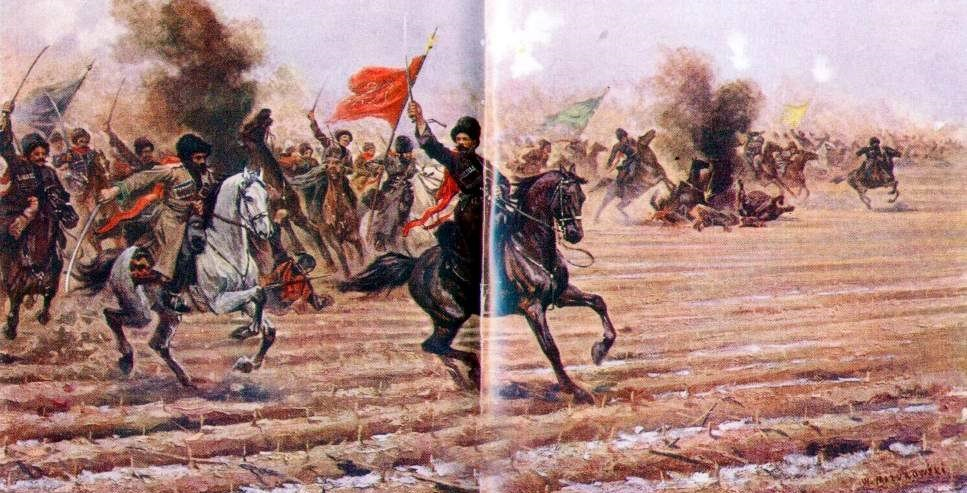
Kosaken im russisch-japanischen Krieg von 1905

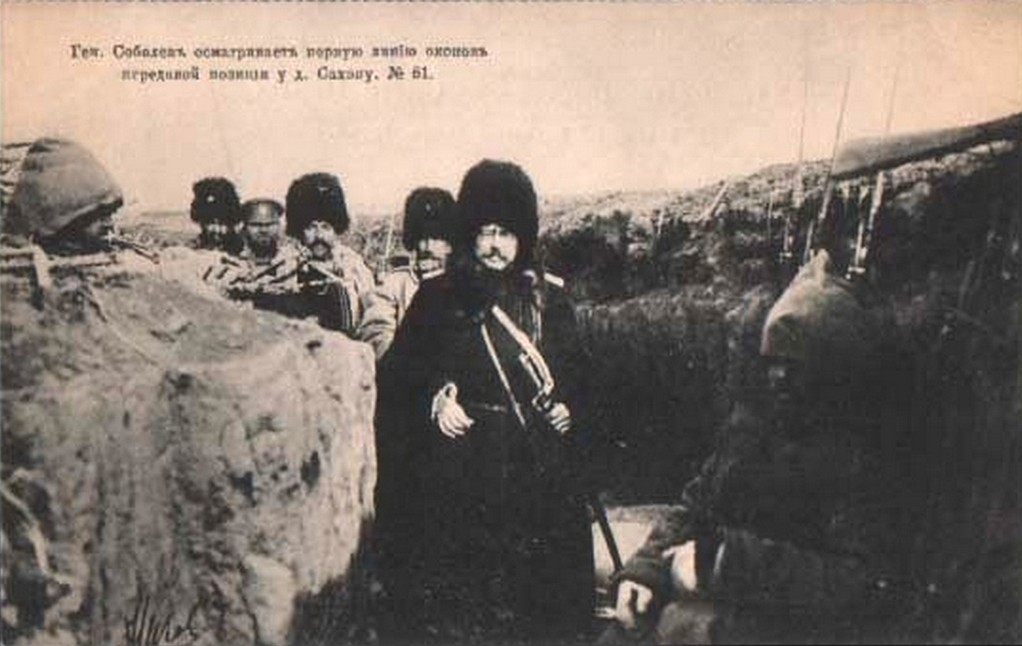
Russische Offiziere auf einer Postkarte von 1905

### Im Ersten Weltkrieg (1914–1917)

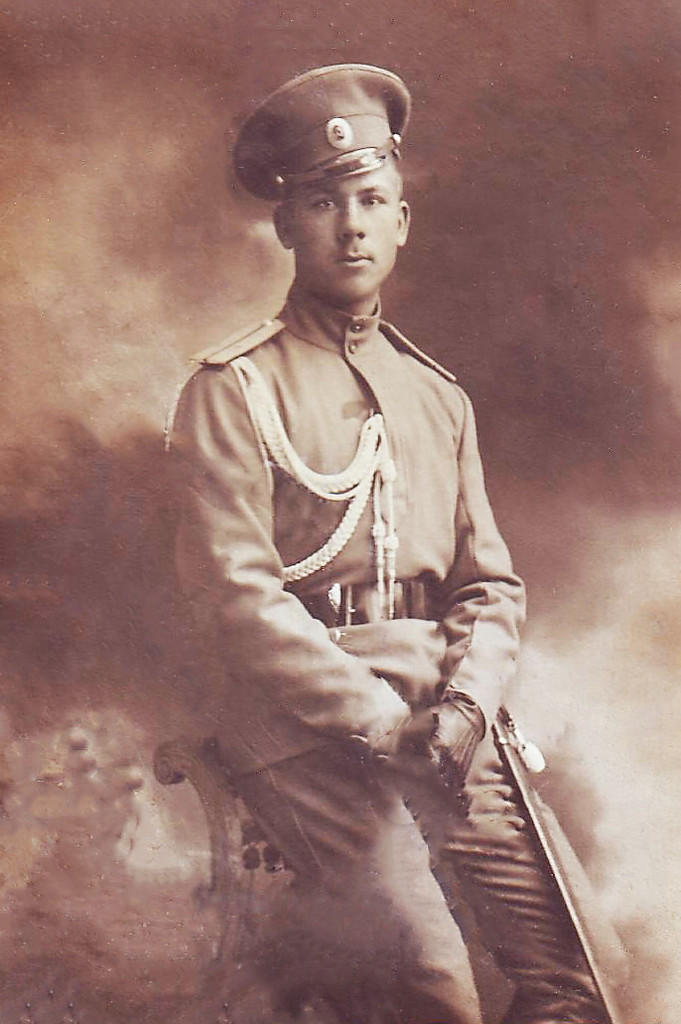
Leutnant der zaristischen Armee um 1915

Das russische Heer war 1914 zahlenmäßig das größte der Welt. Allerdings entsprach diese Tatsache nicht einer entsprechenden Schlagkraft. Zu Beginn des Ersten Weltkriegs mangelte es bei rund der Hälfte der Infanteriedivisionen an Waffen, Munition und moderner Ausrüstung. Es fehlte z. B. an schwerer Artillerie und Nachrichtenmitteln. Die materielle Sicherstellung (Versorgung, Nachschub) war mangelhaft.
Zu Kriegsbeginn 1914 war die Kaiserlich Russische Armee eine stark fragmentierte Organisation, durch die verschiedene Bruchlinien verliefen, die ihre Erfolgsmöglichkeiten im Ersten Weltkrieg entschieden schwächten:
- Einen ersten Konflikt gab es zwischen den beiden Machtpolen, die die Streitkräfte steuerten. Dabei stand die Amtsgewalt des Kriegsministers Suchomlinow in Konkurrenz zum Einfluss des Pro-forma-Armeechefs Großfürst Nikolai. Beide schwächten sich in ihrem Intrigenspiel bei Hofe derart, dass erst wenige Wochen vor Kriegsbeginn ein einheitliches Armeehauptquartier, die sogenannte „Stawka“ unter General Danilow aufgestellt werden konnte. Die Armee im Westen blieb aber in zwei Fronten gegliedert: Die Nordwestfront unter General Schilinski (zum Angriff auf Ostpreußen; Schlacht bei Tannenberg) und die Südwestfront unter General Iwanow (gegen die k.u.k.-Truppen in Galizien). Das Hauptquartier besaß freilich nur geringen Einfluss, während gleichzeitig die Frontkommandeure eine starke Autonomie genossen. Darunter sollte die strategische Koordination der russischen Armee bis zur Brussilow-Offensive 1916 leiden.

- Ein weiterer Graben tat sich innerhalb des Offizierskorps des Kaiserlichen Heeres auf. Eine Kaste meist adliger Offiziere durchlief die Generalstabsausbildung und stieg ohne nennenswerte Verdienste bis in die höchsten Ränge auf. Der Rest der Offiziere, vor allem kleinbürgerlicher und bäuerlicher Abkunft, war meist ohne Aufstiegsmöglichkeiten auf schlecht bezahlten Posten fixiert. Diese Umstände schränkten die Genauigkeit ein, mit der sich Informationen entlang der Befehlskette bewegten, da Sender und Empfänger oft sprichwörtlich aus verschiedenen Welten stammten. Den adligen Generalstäblern waren die Probleme der Kriegsführung durch die unteren Ränge kaum zu vermitteln, da sie aufgrund mangelnden Dienstes an der Truppe die Situation der Mannschaften oft nicht kannten. Die Unterschiede im sozialen Status verschlimmerten diesen Faktor noch um ein weiteres, da soziale Perspektive und soziales Verhalten zwischen den beiden Gruppen verschieden waren. Sämtliche Armeen Europas waren auf den modernen Krieg nicht vorbereitet, die Streitkräfte Russlands besaßen allerdings die schlechtesten Voraussetzungen für rasche Reformen.

- In der Feinplanung des Kriegsfalls haftete der Stab der Armee an veralteten Militärdoktrinen. Die Ausnutzung des Eisenbahnnetzes wurde ineffizient durchgeführt. Oft marschierten ganze Regimenter tagelang neben unbenutzten Eisenbahnstrecken her. Ebenso verhielt es sich mit der Mobilisierungsplanung für den Krieg. Die Truppen wurden zwar schnell in Marsch gesetzt, doch war ihre Vorbereitung auf einen modernen Krieg unzureichend. Die Munitionsreserve pro Geschütz im Feld wurde an Zahlen aus dem Russisch-Japanischen Krieg von 1905 ausgerichtet. Somit hatte ein russischer Batteriekommandeur nur ein Drittel der Geschosse seines deutschen Gegenspielers zur Verfügung. Dieselben Probleme traten bei der Zuweisung von Lazarettbetten und Schanzausrüstung auf.

- Bei der Ausstattung der Artillerie wurden leichte Geschütze bevorzugt. Die wenigen schweren Kanonen wurden fern der Front in den Festungen aufgespart. Dieser Fokus auf militärisch sinnlos gewordene Befestigungswerke band auch den größten Teil der Munitionsreserve der Streitkräfte.

Friedensgliederung im Frühjahr 1914 (Quelle: Adres Kalendar 1914. - St. Petersburg, 1914)
St.-Petersburger Militärdistrikt (Peterburgskii Voennyi Okrug) St. Petersburg:
- Garde-Korps
- 1. Armeekorps
- 18. Armeekorps
- 22. Armeekorps
- St. Petersburger Brigade
- Archangeler Brigade
- 1. Eisenbahnregiment
- 6. Feldgendarmeriebataillon
- 1. Fliegerkompanie

Vilnaer Militärdistrikt (Vilenskii Voennyi Okrug) Vilna:
- 2. Armeekorps
- 3. Armeekorps
- 4. Armeekorps
- 20. Armeekorps
- Vilnaer Brigade
- Minsker Brigade
- 1. Eisenbahnbrigade (1., 2., 3. Btl.)
- 1. Feldgendarmeriebataillon

Warschauer Militärdistrikt (Warshavskii Voennyi Okrug) Warschau:
- 6. Armeekorps
- 14. Armeekorps
- 15. Armeekorps
- 19. Armeekorps
- 23. Armeekorps
- Warschauer Brigade
- Kuban-Kossacken-(Halb)Regiment
- 1. Eisenbahnbrigade (4. Btl.)
- 2. Feldgendarmeriebataillon

Kiever Militärdistrikt (Kievskii Voennyi Okrug) Kiev:
- 9. Armeekorps
- 10. Armeekorps
- 11. Armeekorps
- 12. Armeekorps
- 21. Armeekorps
- 3. Reserve Kavalleriebrigade
- Kiever Brigade
- Potavaer Brigade
- Kharkover Brigade
- 2. Eisenbahnbrigade
- 3. Feldgendarmeriebataillon
- 3. Fliegerkompanie

Odessaer Mititärdistrikt (Odesskii Voennyi Okrug) Odessa:
- 7. Armeekorps
- 8. Armeekorps
- Odessaer Brigade
- 4. Feldgendarmeriebataillon
- 2. Fliegerkompanie

Moskauer Militärdistrikt (Moskovskii Voennyi Okrug) Moskau:
- Grenadierkorps
- 5. Armeekorps
- 13. Armeekorps
- 17. Armeekorps
- 25. Armeekorps
- Moskauer Brigade
- Smolensker Brigade
- Jaroslavel Brigade
- Tambover Brigade
- 1. Reserve Kavalleriebrigade

Kazaner Militärdistrikt (Kazanskii Voennyi Okrug) Kazan:
- 16. Armeekorps
- 24. Armeekorps
- Kazaner Brigade
- Saratover Brigade
- Permer Brigade
- Orenburger Brigade
- Orenburger Kossaken-Brigade
- Uraler Brigade
- Turgaier Brigade

Kaukasus Militärdistrikt (Kazanskii Voennyi Okrug) Tiflis:
- 1. Kaukasuskorps
- 2. Kaukasuskorps
- 3. Kaukasuskorps
- Tifliser Brigade
- Wladikaukasische Brigade
- 5. Feldgendarmeriebataillon
- 1. Kaukasisches Eisenbahnbataillon
- 2. Kaukasisches Eisenbahnbataillon
- Turgaier Brigade

Turkestanischer Militärdistrikt (Turkestanskii Voennyi Okrug) Taschkent:
- 1. Turkestanisches Korps
- 2. Turkestanisches Korps
- 6. Turkestanisches Schützenbrigade
- Sibirische Kossaken-Brigade
- Amu-Darya Flottille

Omsker Militärdistrikt (Omskii Voennyi Okrug) Omsk:
- 11. Sibirische Schützendivision
- Omsker Brigade
- 3. Sibirische Kossakenregiment
- 6. Turkestanisches Schützenbrigade
- 4. Sibirisches Pionierbataillon

Irkutsker Militärdistrikt (Irkutskii Voennyi Okrug) Irkutsk:
- 2. Sibirisches Korps
- 3. Sibirisches Korps
- Irkutsker Brigade
- 1. Sibirische Eisenbahnbataillon
- 4. Sibirisches Pionierbataillon

Amur Militärdistrikt (Priamurskii Voennyi Okrug) Chaborovsk:
- 1. Sibirisches Korps
- 4. Sibirisches Korps
- 5. Sibirisches Korps
- Irkutsker Brigade
- 2. Sibirische Eisenbahnbataillon

Geplante Kriegsgliederung im Frühjahr 1914 (Plan 20):
Nordwest Front:
- 1. Armee (2. AK, 3. AK, 4. AK, 20.AK)
- 2. Armee (1. AK, 6. AK, 13. AK, 15. AK, 23. AK)

Zentralfront:
- 9. Armee (Garde, 18. AK, 19. AK, 22. AK)
- 10. Armee (2. Kauk. K., 1. Sib. K., 2. Sib. K., 3. Sib. K., 1. Turk. K.)

Südwestfront:
- 3. Armee (9. AK, 10. AK, 11. AK, 21. AK, 3. Kauk. K.)
- 4. Armee (Gern. K., 14. AK, 16. AK)
- 5. Armee (5. AK, 17. AK, 19. AK, 25. AK)
- 8. Armee (7. AK, 8. AK, 12. AK, 24. AK).

Kaukasische Front (Mobilmachung):
- Kaukasus Armee (1.Kauk. K. + Reserven)